# フィリップ・ノエル＝ベーカー
ノエル＝ベーカー男爵、フィリップ・ノエル＝ベーカー（Philip John Noel-Baker, Baron Noel-Baker、1889年11月1日 - 1982年10月8日）は、イギリスの政治家・外交官・陸上競技選手。1920年のアントワープオリンピック男子1,500mの銀メダリスト、1959年のノーベル平和賞受賞者である。

## 経歴
フィリップ・ベーカーとしてクエーカー教徒の家に生まれた。ケンブリッジ、ミュンヘン、パリの各大学で学ぶ。
青年時代は、中長距離走の選手として活躍し、1912年ストックホルムオリンピックの英国代表選手として出場。1920年アントワープオリンピックでは選手兼監督として出場し、1,500mで銀メダルを獲得している。1924年パリオリンピックでも選手兼監督で出場。
ケンブリッジ大学卒業後はイギリス労働党員となり、第一次世界大戦に衛生兵として従軍。後のパリ講和会議ではアメリカのウッドロウ・ウィルソン大統領とともに国際連盟創設に尽くしその事務局員となる。1920年4月には、フリチョフ・ナンセンを説得して捕虜帰還高等弁務官を誕生させた。
1924年、ロンドン・スクール・オブ・エコノミクス（LSE）の国際関係学部教授に就任。国際関係学の教授職としてはもっとも初期の教授となる。
1929年、庶民院議員に当選。1932年のジュネーブ軍縮会議では議長の私設秘書を務める。その後、ウィンストン・チャーチル第二次世界大戦戦時内閣で運輸相、1945年、クレメント・アトリー内閣の国務相兼国連代表、その後空相、英連邦相、燃料動力相などを歴任した。
第一次世界大戦に従軍した体験から一貫して平和軍縮運動に携わり、1959年にはノーベル平和賞を受賞した。オリンピックのメダリストでノーベル賞を受賞しているのは2010年現在でもフィリップただ一人である。
ノーベル賞受賞後も、拡大する世界の核軍備に一貫して反対し、党派を超えて反核・軍縮活動に取り組む。1919年のパリ講和会議から晩年にいたるまで60年以上の長きにわたり反戦・平和運動に携わっていることから「核兵器廃絶・軍縮運動の大先達」として知られていた。
1970年にヒロシマ会議に出席するために来日している。
1977年には一代男爵に叙せられ、貴族院議員となる。ウェストミンスターにて没。